# Demokráciaelméletek
A demokrácia fogalma a történelem folyamán sokat változott.
A francia forradalomig terjedő századokban a demokrácia (az arisztokrácia fogalmához hasonlóan) lényegében a tudományos nyelv fogalma maradt.

## Az ókori Görögországban
A demokrácia eredeti értelemben a nép (démosz) uralma az egyeduralommal (monarchia vagy türannisz) illetve a kisebbségi uralommal (arisztokrácia vagy oligarchia) szemben. A nép azonban nem lehet mindenki, mert ha mindenki a nép, akkor mindenkinek mindig egyet kellene értenie egy-egy adott kérdés eldöntésekor. Ezért már az ókori görögök korlátozták a nép fogalmát úgy, hogy a többség véleménye döntött el egy-egy kérdést (cserépszavazás). Így a nép fogalma alatt a többséget értették. Ezért a demokrácia a klasszikus felfogás szerint a többség uralma.
Az athéni demokrácia hanyatlásának korában már megindult a politikai rendszerekre vonatkozó reflexió is. Platón több dialógusában és az Állam c. művében foglalkozik egy eszményi államrend gondolatával, tanítványa, Arisztotelész pedig egzakt módon igyekszik megkülönböztetni és definiálni politikaelméleti írásaiban (Politika, ezen kívül a Rétorikán, ill. egyes etikai műveken belül is érintette a témát) a demokrácia fogalmát más hatalomgyakorlási formáktól. Mind Platón, mind Arisztotelész erősen kritikus volt a demokratikus berendezkedéssel szemben.

## Locke nézetei
John Locke 1660-ban a Two Tracts on Government című írásában fejtette ki az állam kialakulásáról és működéséről szóló érveit: a politikai rendszert az határozza meg, hogy a közösség kinek (kiknek) a kezébe teszi le a hatalmat. A fentiek alapján különböztethető meg egymástól a demokrácia, az oligarchia és a monarchia. Locke tipológiája tehát az arisztotelészi osztályozást követi annyiban, amennyiben a hatalom gyakorlóinak személye alapján csoportosít.
A politikai rendszert, ha a ”többség kezében van a közösség egész hatalma azok felett, akik először egyesülnek társadalommá és ezért a többség használhatja ezt a hatalmat arra, hogy időről időre törvényeket hozzon a közösség számára…” Az oligarchia abban különbözik a demokráciától, hogy itt néhány kiválasztott ember jut hatalomhoz – általában nem választás útján –, s ez a hatalom öröklődik utódaira. Végül a monarchia utópikus jegye, hogy a közösség egy embernek adja át a hatalmat, amely örökletes monarchiává lesz, amennyiben egy ember és örökösei birtokolják; választott monarchiává pedig akkor, ha a közösségre száll vissza a monarchia választásának joga annak halála után.

## A francia forradalom korában
Az 1780-1800 közötti évek döntő jelentőségűek voltak a demokrácia modern felfogásának kialakulásában, ugyanis a mai szójelentések ebben az időszakban alakultak ki és terjedtek el.

„Aki nem hajlandó alávetni magát a közakaratnak, azt a közösség erőnek erejével kényszeríti engedelmességre, más szóval arra, hogy szabad legyen.”

– Jean-Jacques Rousseau: Társadalmi szerződés  (Du Contrat social) I. könyv, 1762 

A demokrácia szó átalakult a tudományos nyelv kifejezéséből egy széles körben alkalmazott politikai fogalommá. Ugyanúgy szolgált bizonyos pártvonalak önértelmezéseként, mint az alkotmányos intézmények jellemzésére, sőt, egyes alkotmányokban is felbukkant.

## A francia forradalom után
A nyelvhasználat elterjedése mellett a fogalom tartalma is kibővült: túlnőtt eredeti (alkotmánypolitikai) értelmén, és általánosabb szociális és történetfilozófiai tartalmakkal gyarapodott. Ennek következtében újabb szókapcsolatok jöttek létre, mint pl. a szociáldemokrácia és a kereszténydemokrácia, amely utóbbit 1791-ben alkották meg Franciaországban az egyházi harccal összefüggésben.A szociáldemokrácia fogalma Franciaországból illetve Svájcból származik és német közvetítéssel terjedt el az 1830-as évektől.

## A 20–21. században
Egyes mai szerzők világossá teszik, hogy "olyan kategóriáról van szó, amely felbukkanásakor egy szűk körű politikai praxist jelölt, és inkább teoretikus használat jellemezte; csak mára vált egy „mindent jelölő fogalommá”, amely „a politikai és társadalmi organizáció minden rendszerének tulajdonképpeni ideális” körülírása".